# Port Moresby
Port Moresby (Tok Pisin: Pot Mosbi) is de hoofdstad en grootste stad van Papoea-Nieuw-Guinea. De stad telde in 2011 364.145 inwoners. De eerste Europeaan die er arriveerde was de Britse officier John Moresby in 1873. Hij noemde de stad naar zijn vader Fairfax Moresby, eveneens militair. De stad ligt in het National Capital District, dat buiten de provinciale indeling van het land valt. De enige internationale luchthaven van het land, Luchthaven Port Moresby, is vlak bij de stad gelegen.

## Bezienswaardigheden
- De botanische tuin National Capital Botanical Gardens

## Partnersteden
- Jayapura (Indonesië)
- Jinan (China)
- Palm Desert (Verenigde Staten)
- Townsville (Australië)

Provincies: Central · Chimbu · Eastern Highlands · East New Britain · East Sepik · Enga · Gulf · Hela · Jiwaka · Madang · Manus · Milne Bay · Morobe · New Ireland · Northern · Southern Highlands · Western · Western Highlands · West New Britain · Sandaun

National Capital District      Autonome provincie: Bougainville